# Принцесса Канарская
«Принцесса Канарская» (итал. La principessa delle Canarie) — историко-приключенческий фильм 1954 года производства Италии.

## Сюжет
В фильме описывается процесс колонизации Испанией Канарских островов, происходивший во второй половине XV века. В борьбу испанцев с коренным населением Гран-Канарии — гуанчами — оказался вовлечён испанский офицер дон Диего (Марчелло Мастрояни), полюбивший дочь менсея гуанчей Гуаярмину (Сильвана Пампанини).

## История создания
Фильм снимали на Канарских островах. Впоследствии Мастрояни вспоминал о съёмках: «Адская жарища! А тут еще оружие, кони и все прочее, с чем я никогда не имел дела. Больше того, у этих коней (которых я дарил «принцессе» от имени короля Испании) не было ни хвостов, ни грив, так что приходилось прилаживать им веревочные. Сумасшедшая работа!..».

## В ролях
- Сильвана Пампанини — Альмадена
- Марчелло Мастроянни — дон Диего
- Густаво Рохо  — Бентеху
- Хосе Мария Ладо — первосвященник
- Эльвира Кинтилья — Тасирга
- Хосе М. Роберо — дон Альваро
- Феликс де Помес — Гуанацтемль